# 菱川線
菱川線（ひしかわせん、ひかわせん）は、かつて標茶から厚岸に敷設が予定されていた鉄道路線である。

## 概要
1896年（明治29年）に公布された北海道鉄道敷設法において「釧路国厚岸ヲ経テ北見国網走ニ至ル鉄道」の計画が見られ、大正期においては標茶 - 釧路 標茶 - 厚岸間で調査が行われていた。そして1919年には菱川線の敷設が議会で決定された。その後釧路が著しく発展し標茶から釧路へ釧網本線が建設され、1927年に標茶 - 釧路間が開業する。1926年（大正15年・昭和元年）時点での帝国議会では標茶 - 釧路間の鉄道が開通した後に、標茶 - 厚岸間の鉄道を敷設する計画であると議論されている。だが、沿線の自然環境の悪さから発展が遅れこの計画は幻となった。
書籍において、菱川線を予定線として紹介しているものが1935年（昭和10年）前後まで見られる。
沿線では入殖者から交通の便の改善を求めて開業を望む声があった。1934年（昭和12年）には標茶から、かつて菱川線が通る計画のあった太田村のチャンベツ地区まで簡易軌道知安別線が開通した。